# 舎人 (中国の官職)
舎人（しゃじん、とねり）は、中国の官職である。貴族の側近や家臣を指したが、のちに前に称号が付けられ官職になり、さまざまな名前と権限を持つ役職となった。

## 歴史
舎人の名は『周礼・地官』に最初に見られ、君主の側近である。秦・漢では太子舎人を置き、魏・晋は中書舍人、隋代には内史舎人を置き、唐初でも内史舎人を置き、後に中書舎人と改めた。『唐書・職官志』には中書舎人、太子中舎人、太子舎人、起居舎人、通事舎人、太子通事舎人が列挙されている。
宋、元の時は高貴な家の子弟を「舎人」と呼んだ。明代には警備所の職に配置されるべき武官の子弟を「舎人」または中書舎人と呼んだ。
宋代以降、官吏、貴族、郷紳、地主の家の子弟を「舎人」や「舎」と呼び、台湾、中国福建省閩南、広東省潮汕一帯で員外郎と呼ばれる官職に類似している。接頭辞の「阿」の字を付けて、「阿舎」とも呼ばれた。